# Тембо, Вера
Вера Тембо (род. 25 июля 1953) — замбийский политик и член Движения за многопартийную демократию (MMD). Она была первой леди Замбии с 1991 года до своего развода со своим бывшим мужем, президентом Фредериком Чилубой, в 2001 году.
В 2006 году она вернулась в политическую жизнь, будучи избранной в Национальную ассамблею Замбии от избирательного округа Касененгва.

## Биография
Тембо была замужем за Фредериком Чилубой, от которого у неё было девять детей, в течение тридцати трёх лет, пока он в 2000 году не объявил об их разводе. Чилуба стал президентом Замбии в 1991 году, сделав Тембо первой леди страны с 1991 года и до их развода. Тембо покинула Государственную резиденцию, резиденцию президента, вскоре после объявления Чилубы и переехала к семье в Ндолу. Их развод стал окончательным 25 сентября 2001 года, когда местный суд в Ндоле аннулировал брак после тридцати трёх лет брака.
Вера Тембо называла обстоятельства расставания и развода с Чилубой «унизительными». Она провела кампанию во время всеобщих выборов 2001 года, призывая замбийских женщин голосовать на выборах, а также сообщила о своём намерении заняться политикой. Чилуба покинул свой пост в декабре 2001 года после того, как ему не удалось заручиться поддержкой на третий президентский срок, запрещённый Конституцией страны и женился на своей девушке Реджине Мванза в 2002 году, через несколько месяцев после того, как был оформлен развод с Тембо.
К началу 2002 года замбийские газеты сообщили, что Тембо жила в нищете после того, как Чилуба якобы заморозил её банковский счёт. Она подала иск на 2,5 доллара США против Чилубы в рамках урегулирования бракоразводного процесса. Правительство Замбии предложило Тембо финансовую помощь в мае 2002 года после того, как она выставила на аукцион своё личное имущество.
В 2006 году Тембо баллотировалась в избирательный округ Касенгва в Замбии в качестве кандидата от Движения за многопартийную демократию (MMD). Она выиграла выборы и стала первой женщиной, представившей в Национальной ассамблее Касененгву, преимущественно сельский район её родной Восточной провинции. В октябре 2006 года, вскоре после выборов, президент Леви Мванаваса назначил Тембо заместительницей министра туризма, окружающей среды и природных ресурсов.
Вера Тембо, которая была повторно назначена заместителем министра преемником Мванавасы, президентом Рупией Бандой, занимала пост министра с 2006 по 2011 год, когда покинула Национальное собрание. В 2010 году Тембо руководила переселением чёрных носорогов в национальный парк Северная Луангва и другие природные территории Замбии, назвав эту программу стимулом как для окружающей среды страны, так и для индустрии туризма.
В марте 2015 года Вера Тембо объявила, что стала христианским пастором и основала новую церковь под названием «Международное служение исцеления» (Healing International Ministry).